# 이브라힘 상
이브라힘상(Ibrahim Prize)은 모 이브라힘 재단(Mo Ibrahim Foundation)에서 수여하는 상으로 아프리카 국가 지도자 중 자신의 국가에서 치안, 교육, 경제발전을 이룩한 사람에게 수여하는 상이다. 상금은 최초 5백만달러이고 5년후에는 죽을 때까지 매년 20만달러를 지급한다.